# Campionati mondiali di nuoto in acque libere 2006

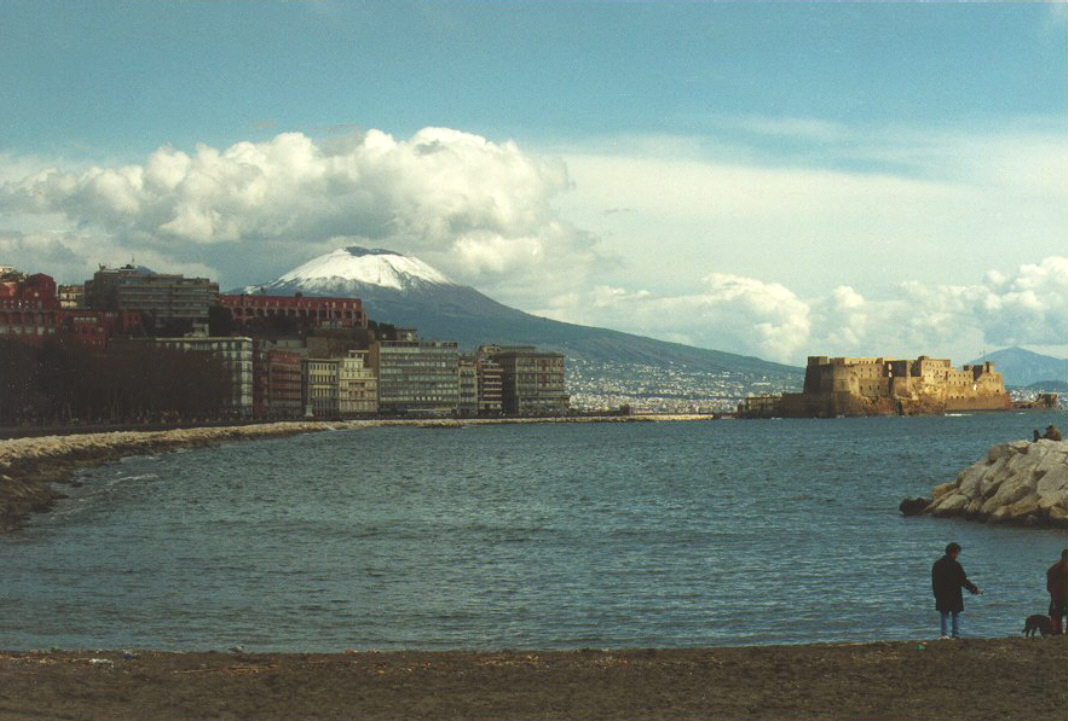
Una panoramica di Via Caracciolo con la zona delle gare

I IV Campionati del Mondo di Nuoto in acque libere FINA si sono svolti a Napoli in Italia, dal 29 agosto al 3 settembre 2006. Il percorso di gara era un circuito lungo 2,5 km nel mare antistante via Caracciolo.
Si sono disputate le seguenti gare:
- Martedì 29 agosto la 5 km femminile con 27 nuotatrici alla partenza alle 10h 00, e quella maschile con 30 iscritti e 27 partenti alle 12h 30.
- Giovedì 31 agosto la 10 km maschile alle 09h 00 con 39 iscritti e 37 partenti e quella femminile alle 12h 15 con 31 iscritte e 28 al via.
- Sabato 2 settembre la 25 km femminile con 13 iscritte e 12 al via; partenza alle 09h 00.
- Domenica 3 settembre la 25 km maschile, 16 iscritti e 15 partenti alle 09h 00.

## Medagliere
| Posizione | Paese       | Oro | Argento | Bronzo | totale |
| --------- | ----------- | --- | ------- | ------ | ------ |
| 1         | Germania    | 3   | 0       | 1      | 4      |
| 2         | Russia      | 2   | 2       | 3      | 7      |
| 3         | Australia   | 1   | 0       | 0      | 1      |
| 4         | Brasile     | 0   | 2       | 0      | 2      |
| 5         | Italia      | 0   | 1       | 1      | 2      |
| 6         | Stati Uniti | 0   | 1       | 0      | 1      |
| 7         | Bulgaria    | 0   | 0       | 1      | 1      |
|           | totale      | 6   | 6       | 6      | 18     |

## Risultati

### Uomini

#### 5km individuale
| Classifica  | Nome                     | Nazione     | Tempo      | Punti |
| 1           | Thomas Lurz              | Germania    | 1h 04'32"3 | 18    |
| ----------- | ------------------------ | ----------- | ---------- | ----- |
| 2           | Chip Peterson            | Stati Uniti | 1h 04'32"7 | 16    |
| 3           | Simone Ercoli            | Italia      | 1h 04'35'9 | 14    |
| 4           | Andrew Beato             | Australia   | 1h 04'36"2 | 12    |
| 5           | Luca Ferretti            | Italia      | 1h 04'38"1 | 10    |
| 6           | Evgeny Drattsev          | Russia      | 1h 04'38"5 | 8     |
| 7           | Alan Bircher             | Regno Unito | 1h 04'40"8 | 6     |
| 8           | Christian Hein           | Germania    | 1h 04'41"6 | 5     |
| 9           | Josh Santacaterina       | Australia   | 1h 04'41"7 | 4     |
| 10          | Igo Chervyskiy           | Ucraina     | 1h 04'42"7 | 3     |
| 11          | Loic Branda              | Francia     | 1h 04'43"8 | 2     |
| 12          | Anton Sanachev           | Russia      | 1h 04'44"0 | 1     |
| 13          | Oleksandr Bezuglyy       | Ucraina     | 1h 04'44"4 | --    |
| 14          | Jarrod Ballen            | Canada      | 1h 04'58"9 | --    |
| 15          | John Owen                | Regno Unito | 1h 05'07"6 | --    |
| 16          | Iván López               | Messico     | 1h 05'07"9 | --    |
| 17          | Fabio Alves Lima         | Brasile     | 1h 05'15"8 | --    |
| 18          | Julien Sauvage           | Francia     | 1h 05'18"4 | --    |
| 19          | Ricardo Monasterio       | Venezuela   | 1h 06'04"9 | --    |
| 20          | Csaba Gercsák            | Ungheria    | 1h 06'08"3 | --    |
| 21          | David Creel              | Canada      | 1h 06'59"1 | --    |
| 22          | Guillherme Bento Bier    | Brasile     | 1h 07'12"6 | --    |
| 23          | Daniel Delgadillo        | Messico     | 1h 07'55"6 | --    |
| 24          | Esteban Enderica Selgado | Ecuador     | 1h 09'07"8 | --    |
| 25          | Oliver Ptak              | Ungheria    | 1h 11'51"9 | --    |
| 26          | Gabriel Enderica Ochoa   | Ecuador     | 1h 11'54"3 | --    |
| 27          | Tomislav Soldo           | Croazia     | 1h 22'33"1 | --    |
| non partito | Rotislav Vitek           | Rep. Ceca   | --         | --    |
| non partito | Dan De Marco             | Stati Uniti | --         | --    |
| non partito | Daniel Katzir            | Israele     | --         | --    |

#### 10km individuale
| Classifica  | Nome                     | Nazione       | Tempo      | Punti |
| 1           | Thomas Lurz              | Germania      | 2h 10'39"4 | 18    |
| ----------- | ------------------------ | ------------- | ---------- | ----- |
| 2           | Valerio Cleri            | Italia        | 2h 10'40"5 | 16    |
| 3           | Evgeny Drattsev          | Russia        | 2h 10'40"7 | 14    |
| 4           | Andrea Righi             | Italia        | 2h 10'42"8 | 12    |
| 5           | Maarten van der Weijden  | Paesi Bassi   | 2h 10'43"8 | 10    |
| 6           | Chip Peterson            | Stati Uniti   | 2h 10'44"5 | 8     |
| 7           | Evgeny Koshkarov         | Russia        | 2h 10'44"5 | 6     |
| 8           | Josh Santacaterina       | Australia     | 2h 10'45"4 | 5     |
| 9           | Christian Hein           | Germania      | 2h 10'47"5 | 4     |
| 10          | Stéphane Gomez           | Francia       | 2h 10'48"5 | 3     |
| 11          | Igor Chervynskiy         | Ucraina       | 2h 10'49"3 | 2     |
| 12          | Alan Bircher             | Regno Unito   | 2h 10'50"8 | 1     |
| 13          | Brendan Capell           | Australia     | 2h 10'53"1 | --    |
| 14          | Shaun Dias               | Sudafrica     | 2h 11'00"5 | --    |
| 15          | Mohamed El Zanaty        | Egitto        | 2h 11'00"7 | --    |
| 16          | Gilles Rondy             | Francia       | 2h 11'01"3 | --    |
| 17          | Luiz Eduardo Souza Lima  | Brasile       | 2h 11'14"3 | --    |
| 18          | Jarrod Ballem            | Canada        | 2h 11'37"3 | --    |
| 19          | Damián Blaum             | Argentina     | 2h 11'57"5 | --    |
| 20          | Petar Stoychev           | Bulgaria      | 2h 12'09"3 | --    |
| 21          | Ricardo Monasterio       | Venezuela     | 2h 12'37"6 | --    |
| 22          | Allan Lopes Do Carmo     | Brasile       | 2h 12'40"1 | --    |
| 23          | Csaba Gersak             | Ungheria      | 2h 13'11"5 | --    |
| 24          | Oleksandr Bezuglyy       | Ucraina       | 2h 20'55"5 | --    |
| 25          | Daniel Katzir            | Israele       | 2h 21'12"1 | --    |
| 26          | Kane Radford             | Nuova Zelanda | 2h 21'15"9 | --    |
| 27          | Levente Nagy-Pal         | Ungheria      | 2h 21'18"2 | --    |
| 28          | Gabriel Enderica Ochoa   | Ecuador       | 2h 21'25"4 | --    |
| 29          | Esteban Enderica Selgado | Ecuador       | 2h 23'36"0 | --    |
| 30          | Daniel Delgadillo        | Messico       | 2h 24'28"3 | --    |
| 31          | Dan De Marco             | Stati Uniti   | 2h 25'57"0 | --    |
| 32          | Sho Azuka                | Giappone      | 2h 26'53"0 | --    |
| 33          | Hiroki Takayama          | Giappone      | 2h 32'45"8 | --    |
| 34          | Tomislav Soldo           | Croazia       | 2h 39'57"0 | --    |
| ritirato    | David Creel              | Canada        | --         | --    |
| ritirato    | Rotislav Vitek           | Rep. Ceca     | --         | --    |
| ritirato    | Kenneth Smith            | Sudafrica     | --         | --    |
| non partito | Iván López               | Messico       | --         | --    |
| non partito | Mohammad Saleh           | Siria         | --         | --    |

#### 25km individuale
| Classifica  | Nome                    | Nazione     | Tempo      | Punti |
| 1           | Josh Santacaterina      | Australia   | 5h 47'34"1 | 18    |
| ----------- | ----------------------- | ----------- | ---------- | ----- |
| 2           | Yuri Kudinov            | Russia      | 5h 48'56"9 | 16    |
| 3           | Petar Stoychev          | Bulgaria    | 5h 49'00"2 | 14    |
| 4           | Andrea Volpini          | Italia      | 5h 49'05"9 | 12    |
| 5           | Mohamed El Zanaty       | Egitto      | 5h 49'40"7 | 10    |
| 6           | Maarten van der Weijden | Paesi Bassi | 5h 53'10"1 | 8     |
| 7           | Stéphane Gomez          | Francia     | 5h 55'49"0 | 6     |
| 8           | Gilles Rondy            | Francia     | 5h 58'41"5 | 5     |
| 9           | Rotislav Vitek          | Rep. Ceca   | 6h 00'16"9 | 4     |
| 10          | Claudio Gargaro         | Italia      | 6h 01'51"7 | 3     |
| 11          | Anton Sanachev          | Russia      | 6h 04'30"6 | 2     |
| 12          | Ivan López              | Messico     | 6h 13'53"1 | 1     |
| 13          | Mihajlo Ristovski       | Macedonia   | 6h 21'22"4 | --    |
| 14          | Mohammad Saleh          | Siria       | 6h 39'33"6 | --    |
| ritirato    | Daniel Delgadillo       | Messico     | --         | --    |
| non partito | Brendan Capell          | Australia   | --         | --    |

### Donne

#### 5km individuale
| Classifica | Nome                   | Nazione     | Tempo      | Punti |
| 1          | Larisa Ilchenko        | Russia      | 1h 08'19"7 | 18    |
| ---------- | ---------------------- | ----------- | ---------- | ----- |
| 2          | Poliana Okimoto        | Brasile     | 1h 08'27"6 | 16    |
| 3          | Britta Kamrau          | Germania    | 1h 08'46"3 | 14    |
| 4          | Kirsten Groome         | Stati Uniti | 1h 08"47"0 | 12    |
| 5          | Jana Pechanová         | Rep. Ceca   | 1h 08"50"7 | 10    |
| 6          | Kate Brookes-Peterson  | Australia   | 1h 08'59"8 | 8     |
| 7          | Ekaterina Seliverstova | Russia      | 1h 09'03"2 | 6     |
| 8          | Martina Grimaldi       | Italia      | 1h 09'06"7 | 5     |
| 9          | Alessia Paoloni        | Italia      | 1h 09"10"8 | 4     |
| 10         | Cassandra Patten       | Regno Unito | 1h 10"11"0 | 3     |
| 11         | Natalya Samorodina     | Ucraina     | 1h 10'15"7 | 2     |
| 12         | Brittany Massengale    | Stati Uniti | 1h 12'45"4 | 1     |
| 13         | Nika Kozamernik        | Slovenia    | 1h 13'06"2 | --    |
| 14         | Celeste Punet          | Argentina   | 1h 13'09"8 | --    |
| 15         | Shelley Clark          | Australia   | 1h 13'12"8 | --    |
| 16         | Tanya Hunks            | Canada      | 1h 13'20"6 | --    |
| 17         | Philippa Davis         | Regno Unito | 1h 13'25"4 | --    |
| 18         | Svitlana Rastoropova   | Ucraina     | 1h 13'29"2 | --    |
| 19         | Karley Stutzel         | Canada      | 1h 13'34"7 | --    |
| 20         | Maria Da Penha Cruz    | Brasile     | 1h 14'17"5 | --    |
| 21         | Asmaa Katarya          | Egitto      | 1h 14'51"9 | --    |
| 22         | Nataly Caldas Calle    | Ecuador     | 1h 15'12"8 | --    |
| 23         | Mara Serrano Cabrera   | Ecuador     | 1h 16'56"3 | --    |
| 24         | Sahema Mubarak         | Egitto      | 1h 17'03"7 | --    |
| 25         | Sandra Alanis          | Messico     | 1h 18'18"3 | --    |
| 26         | Anja Trisic            | Croazia     | 1h 22'12"8 | --    |
| 27         | Ana Bucovac            | Croazia     | 1h 31'43"3 | --    |

#### 10km individuale
| Classifica  | Nome                  | Nazione             | Tempo      | Punti |
| ----------- | --------------------- | ------------------- | ---------- | ----- |
| 1           | Larisa Ilchenko       | Russia              | 2h 19'49"9 | 18    |
| 2           | Poliana Okimoto       | Brasile             | 2h 19'59"3 | 16    |
| 3           | Ksenija Popova        | Russia              | 2h 19'59"8 | 14    |
| 4           | Angela Maurer         | Germania            | 2h 20'00"2 | 12    |
| 5           | Trudee Hutchinson     | Australia           | 2h 20'09"0 | 10    |
| 6           | Jana Pechanová        | Rep. Ceca           | 2h 20'22"4 | 8     |
| 7           | Cassandra Patten      | Regno Unito         | 2h 20'24"1 | 6     |
| 8           | Kate Brookes-Peterson | Australia           | 2h 20'31"1 | 5     |
| 9           | Laura La Piana        | Italia              | 2h 20'32"1 | 4     |
| 10          | Erica Rose            | Stati Uniti         | 2h 20'34"4 | 3     |
| 11          | Ana Marcela Da Cruz   | Brasile             | 2h 20'56"5 | 2     |
| 12          | Natalya Samorodina    | Ucraina             | 2h 20'59"3 | 1     |
| 13          | Isobel Newman         | Regno Unito         | 2h 24'29"3 | --    |
| 14          | Celeste Punet         | Argentina           | 2h 24'45"6 | --    |
| 15          | Federica Vitale       | Italia              | 2h 24'49"7 | --    |
| 16          | Katherine Ball        | Stati Uniti         | 2h 26'10"7 | --    |
| 17          | Karley Stutzel        | Canada              | 2h 30'13"2 | --    |
| 18          | Kataly Caldas Calle   | Ecuador             | 2h 32'23"8 | --    |
| 19          | Maria Serrano Cabrera | Ecuador             | 2h 32'26"3 | --    |
| 20          | Asmaa Katarya         | Egitto              | 2h 33'04"7 | --    |
| 21          | Svitlana Rastoropova  | Ucraina             | 2h 33'37"4 | --    |
| 22          | Sandra Alanis         | Messico             | 2h 35'57"2 | --    |
| 23          | Sahema Mubarak        | Egitto              | 2h 36'16"2 | --    |
| 24          | Kylie Salt            | Nuova Zelanda       | 2h 36'29"0 | --    |
| 25          | Migmari Calderon      | Cuba                | 2h 38'50"1 | --    |
| 26          | Karla Sitic           | Croazia             | 2h 39'17"5 | --    |
| 27          | Kirsten Cameron       | Nuova Zelanda       | 2h 44'18"1 | --    |
| ritirata    | Darjia Pop            | Serbia e Montenegro | --         | --    |
| non partita | Cindy Toscano         | Guatemala           | --         | --    |
| non partita | Tanya Hunks           | Canada              | --         | --    |
| non partita | Floriane Richard      | Francia             | --         | --    |

#### 25km individuale
| Classifica  | Nome              | Nazione     | Tempo      | Punti |
| ----------- | ----------------- | ----------- | ---------- | ----- |
| 1           | Angela Maurer     | Germania    | 6h 22'46"9 | 18    |
| 2           | Natalia Pankina   | Russia      | 6h 22'47"8 | 16    |
| 3           | Ksenija Popova    | Russia      | 6h 22'51"3 | 14    |
| 4           | Erica Rose        | Stati Uniti | 6h 24'13"7 | 12    |
| 5           | Stefanie Biller   | Germania    | 6h 24'18"5 | 10    |
| 6           | Alessandra Romiti | Italia      | 6h 24'28"7 | 8     |
| 7           | Trudee Hutchinson | Australia   | 6h 26'59"8 | 6     |
| 8           | Shelley Clark     | Australia   | 6h 42'40"5 | 5     |
| 9           | Nika Kozamernik   | Slovenia    | 6h 43'37"3 | 4     |
| 10          | Claire Hawley     | Stati Uniti | 6h 54'49"6 | 3     |
| ritirata    | Floriane Richard  | Francia     | --         | --    |
| ritirata    | Laura La Piana    | Italia      | --         | --    |
| non partita | Migmari Calderon  | Cuba        | --         | --    |

## Trofeo dei campionati
Il trofeo dei campionati mondiali di nuoto di fondo viene assegnato alla nazione che ottiene, nel complesso, i migliori piazzamenti: viene stilata una classifica a punti per i primi 12 classificati di ciascuna gara e i punti vengono sommati senza scarti, facendo poi il totale dei nuotatori maschi e femmine. I punti vengono assegnati così (dal primo al dodicesimo posto:) 18, 16, 14, 12, 10, 8, 6, 5, 4, 3, 2, 1. Se due o più nuotatori arrivano a pari merito viene calcolata la media dei punti assegnati per quelle posizioni.
| posto | Paese       | Uomini | Donne | Totale |
| 1     | Russia      | 47     | 86    | 133    |
| ----- | ----------- | ------ | ----- | ------ |
| 2     | Germania    | 45     | 54    | 99     |
| 3     | Italia      | 67     | 21    | 88     |
| 4     | Australia   | 39     | 34    | 73     |
| 5     | Stati Uniti | 24     | 31    | 55     |
| 6     | Brasile     | 0      | 34    | 34     |
| 7     | Rep. Ceca   | 4      | 18    | 22     |
| 8     | Paesi Bassi | 18     | 0     | 18     |
| 9=    | Regno Unito | 7      | 9     | 16     |
| 9=    | Francia     | 16     | 0     | 16     |
| 11    | Bulgaria    | 14     | 0     | 14     |
| 12    | Egitto      | 10     | 0     | 10     |
| 13    | Ucraina     | 5      | 3     | 8      |
| 14    | Slovenia    | 0      | 4     | 4      |
| 15    | Messico     | 1      | 0     | 1      |